# آشاقی اوزال لیک تپه
آشاقی اوزال لیک تپه مربوط به دوران‌های تاریخی پس از اسلام است و در شهرستان آوج، بخش مرکزی شهرستان آوج، روستای استلج واقع شده و این اثر در تاریخ ۲۵ خرداد ۱۳۸۱ با شمارهٔ ثبت ۵۷۵۶ به‌عنوان یکی از آثار ملی ایران به ثبت رسیده است.